# Heilig Hartbeeld (Utrecht)
Het Heilig Hartbeeld is een standbeeld in de Nederlandse stad Utrecht.

## Achtergrond
Architect Jos Duynstee bouwde 1927-1929 de Heilig Hartkerk voor de Utrechtse buurt Oudwijk. Beeldhouwer Hans Mengelberg verzorgde het ontwerp van het grootste deel van de inrichting, waaronder altaren, biechtstoelen, een preekstoel en wandschilderingen. Hij maakte ook een aantal beelden voor de kerk: voor het interieur Johannes de Doper, Petrus, Jozef en Paulus, voor het exterieur maakte hij een Heilig Hartbeeld dat linksboven de entree in de toren werd geplaatst en op 7 juni 1929 werd geïntroniseerd.
De kerk, een gemeentelijk monument, werd eind jaren negentig verbouwd tot appartementen.

## Beschrijving
Het beeld toont een staande Christusfiguur, gekleed in gedrapeerd gewaad. Hij heeft zijn beide handen opgeheven ter hoogte van het Heilig Hart op zijn borst. Het hart is omwonden met een doornenkroon en wordt omgeven door een stralenkrans. In Christus' handen en voeten zijn de stigmata zichtbaar.